# Hugh Cholmondeley, 1. Earl of Cholmondeley

Familienwappen des Earls of Cholmondeley

Hugh Cholmondeley, 1. Earl of Cholmondeley (* 1662; † 18. Januar 1725) war ein englisch-britischer Peer und Politiker.

## Leben und Karriere
Er war der ältere Sohn von Robert Cholmondeley, 1. Viscount Cholmondeley und dessen Gattin Elizabeth Cradock. Er studierte am Christ Church College der University of Oxford. Beim Tod seines Vaters am 22. Mai 1681 erbte er dessen Adelstitel als 2. Viscount Cholmondeley.
1688 unterstützte er den Anspruch Wilhelms von Oranien-Nassau auf die Krone. Dieser dankte es ihm, indem er ihn nach seiner Krönung am 10. April 1689 den Titel Baron Cholmondeley verlieh. Die Baronie gehörte zur Peerage of England und war im Gegensatz zur Peerage of Ireland gehörenden Viscountcy mit einem erblichen Sitz im britischen House of Lords verbunden. Am 29. Dezember 1706 wurden ihm zudem, ebenfalls in der Peerage of England, die Titel Earl of Cholmondeley und Viscount Malpas verliehen. Da er unverheiratet und kinderlos war, wurden ihm alle drei Adelstitel mit dem besonderen Zusatz verliehen, dass sie in Ermangelung eigener männlicher Nachkommen auch an seinen jüngeren Bruder George und dessen männliche Nachkommen vererbbar seien.
Von 1702 bis 1713 und 1714 bis 1725 war er Lord Lieutenant von Nordwales sowie von 1703 bis 1713 und 1714 bis 1725 Lord Lieutenant von Cheshire. Von 1705 bis 1713 und von 1714 bis 1725 war er Militärgouverneur von Chester. Am 29. März 1705 wurde er ins Privy Council berufen. Von 1708 bis 1713 und 1714 bis 1725 war er Treasurer of the Household und von 1708 bis 1708 Comptroller of the Household.
Er starb am 18. Januar 1725 und wurde am 30. Januar 1725 in Malpas, Cheshire, begraben. Seine Adelstitel erbte sein Bruder George.